# Transporteur sodium-glucose

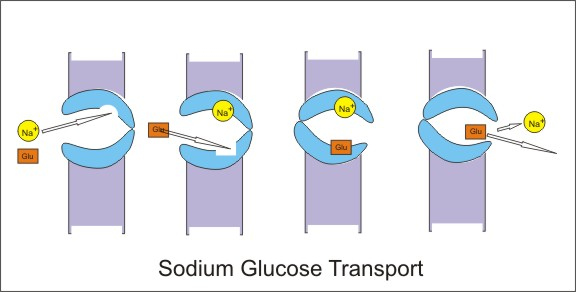
Transporteur sodium-glucose.

Les cotransporteurs glucose sodium dépendant sont une famille de transporteurs de glucose et accessoirement de galactose retrouvés dans la muqueuse intestinale de l'intestin grêle (SGLT1) et les tubules proximaux des néphrons (SGLT2 et SGLT1). Ils contribuent à la réabsorption rénale du glucose.
En cas de concentration plasmatique de glucose normale, 100 % du glucose filtré dans les glomérules doit être réabsorbé le long du néphron proximal (98 % dans le tube contourné proximal via SGLT2, le reste via SGLT1 dans le tube contourné pars-recta). En effet, une forte concentration plasmatique de glucose (hyperglycémie) peut amener à l'arrêt de l'absorption dans le néphron (SGLT saturés) et donc à l'excrétion du monosaccharide dans l'urine (glycosurie).
Il est important de noter que le glucose n'est en aucun cas sécrété par le néphron.

## Types
SGLT1 et SGLT2 sont des membres de la famille de gènes SLC5A 
| Gènes  | Protéines                      | Acronyme | Repartition dans les tissus du tubule proximal | Na+:Glucose Cotransport ratio | Contribution to glucose reabsorption (%) |
| ------ | ------------------------------ | -------- | ---------------------------------------------- | ----------------------------- | ---------------------------------------- |
| SLC5A1 | Sodium/GLucose coTransporter 1 | SGLT1    | segment S3                                     | 2:1                           | 10                                       |
| SLC5A2 | Sodium/GLucose coTransporter 2 | SGLT2    | Predominant dans les segments S1 et S2         | 1:1                           | 90                                       |

Il existe sept membres dans la famille protéique humaine SLC5A dont SGLT1 et SGLT2. Nombre d'entre eux sont aussi des transports sodium glucose.

## Fonction
Ces protéines utilisent l'énergie créée par le gradient de sodium pour transporter le glucose à travers la membrane apicale contre le gradient de glucose. Ainsi, ces cotransporteurs sont un exemple de transport actif secondaire. Le GLUT permet ensuite au glucose de traverser la membrane basolatérale (en) vers les capillaires péritubulaires. SGLT1 et SGLT2 sont connus tous les deux comme étant des symports puisque le sodium et le glucose sont transportés dans la même direction à travers la membrane.

## Cible thérapeutique
L'empagliflozine, la dapagliflozine et la canagliflozine sont des molécules bloquant le SGLT 2 et inhibant par conséquent la réabsorption du glucose par le tubule rénal. Ils sont utilisés pour le traitement du diabète sucré.
Le sotagliflozine, est une molécule qui agit en bloquant simultanément le SGLT1 et SGLT2, il agit donc en associant une diminution de la réabsorption du glucose par le tubule rénal et diminution de l'absorption du glucose intestinal, entrainant une diminution des taux sériques de glucose notamment en période post-prandiale.

## Découverte du cotransport sodium-glucose
La découverte du cotransport sodium-glucose est l'œuvre de Robert K. Crane qui présenta pour la première fois sa découverte en août 1960 à Prague.